# Kanton Lhuis
Der Kanton Lhuis war bis 2015 ein französischer Wahlkreis im Département Ain in der Region Rhône-Alpes. Er umfasste zwölf Gemeinden im Arrondissement Belley; sein Hauptort (frz.: chef-lieu) war Lhuis. 

## Gemeinden
| Gemeinde            | Einwohner Jahr | Fläche km² | Bevölkerungsdichte | Code INSEE | Postleitzahl |
| ------------------- | -------------- | ---------- | ------------------ | ---------- | ------------ |
| Bénonces            | 276 (2013)     | 15,3       | 18 Einw./km²       | 01037      | 01470        |
| Briord              | 946 (2013)     | 12,3       | 77 Einw./km²       | 01064      | 01470        |
| Groslée             | 361 (2013)     | 7,3        | 49 Einw./km²       | 01182      | 01680        |
| Innimond            | 117 (2013)     | 13,4       | 9 Einw./km²        | 01190      | 01680        |
| Lhuis               | 880 (2013)     | 14,4       | 61 Einw./km²       | 01216      | 01680        |
| Lompnas             | 160 (2013)     | 12,7       | 13 Einw./km²       | 01219      | 01680        |
| Marchamp            | 128 (2013)     | 13,1       | 10 Einw./km²       | 01233      | 01680        |
| Montagnieu          | 561 (2013)     | 6,2        | 90 Einw./km²       | 01255      | 01470        |
| Ordonnaz            | 154 (2013)     | 14,9       | 10 Einw./km²       | 01280      | 01510        |
| Saint-Benoît        | 819 (2013)     | 21,7       | 54 Einw./km²       | 01338      | 01300        |
| Seillonnaz          | 141 (2013)     | 9,6        | 15 Einw./km²       | 01400      | 01470        |
| Serrières-de-Briord | 1.294 (2013)   | 8,0        | 162 Einw./km²      | 01403      | 01470        |

## Einwohner
| Bevölkerungsentwicklung | Bevölkerungsentwicklung |
| Jahr                    | Einwohner               |
| ----------------------- | ----------------------- |
| 1962                    | 3536                    |
| 1968                    | 3903                    |
| 1975                    | 3750                    |
| 1982                    | 3996                    |
| 1990                    | 3977                    |
| 1999                    | 4496                    |
| 2006                    | 5162                    |
| 2011                    | 5610                    |
| 2012                    | 5769                    |
| 2013                    | 5837                    |